# Constantino V
Constantino V (en griego: Κωνσταντίνος E) (Julio de 718 - 14 de septiembre de 775) fue un emperador bizantino que gobernó desde 741 hasta 775. Fue denigrado póstumamente por sus enemigos, quienes difundieron el rumor de que cuando era un bebé, durante su bautismo, había defecado en la pila bautismal, y por ello le aplicaron el sobrenombre de Coprónimo ("nombre de excremento").

## Vida

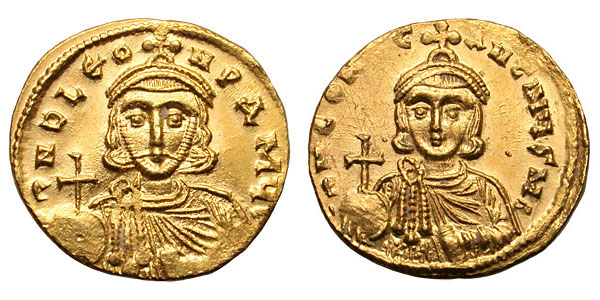
Constantino V en una moneda del, junto con su padre León III, estas dos piezas se encuentran en el Dumbarton Oaks.

### Primeros años
Constantino V nació en Constantinopla, siendo hijo y sucesor del emperador León III y su esposa María. Fue asociado al trono por su padre en agosto de 720, quien luego le haría casarse por razones de Estado con Tzitzak, hija del qagan jázaro Bihar. Su nueva esposa fue bautizada como Irene en el año 732. Tras la muerte de su padre, Constantino V accedió al trono como único emperador el 19 de abril de 741.

### Guerra civil contra Artabasdo. Primeras luchas contra los iconódulos
Poco después de su acceso al trono, durante una campaña en Anatolia contra el califa Hisham ibn Abd al-Malik, fue sorpresivamente atacado por su cuñado, Artabasdo, strategos del thema de los Armeníacos. Derrotado, Constantino V huyó a Isauria, refugiándose en Amorio, mientras Artabasdo entraba en Constantinopla, siendo aceptado como nuevo emperador, tras alegar que Constantino había muerto en batalla. No obstante, este logró reunir a sus seguidores y asediar Constantinopla en 742. A finales de 743 ya había recuperado la capital y mandado cegar a Artabasdo.
Tal vez debido a que la usurpación de Artabasdo había sido apoyada por los iconódulos, Constantino se convirtió entonces en un iconoclasta aún más ferviente que su padre.

### Profundización de la Iconoclasia
La posición del Emperador sobre la iconoclasia fue clara:

...Él no puede ser descrito. Por lo cual, es representado como una sola persona, y el que delimita esa persona está claramente circunscribiendo la naturaleza divina, la cual no puede ser circunscrita de ninguna manera.
Constantino V.

En febrero de 754 Constantino V convocó un sínodo en Hieria, al que únicamente asistieron obispos iconoclastas. El Sínodo aprobó la política religiosa del emperador, y eligió a un nuevo patriarca iconoclasta, pero rehusó seguir el resto de puntos de vista de Constantino. El Sínodo confirmó el estado de María como Madre de Dios, reforzó el uso de los términos "santo" y "sagrado", y condenó la profanación, quema o saqueo de iglesias durante la búsqueda de iconódulos escondidos. Este conciliábulo fue seguido por una campaña para eliminar de manera definitiva los iconos de las paredes de las iglesias, y limpiar la corte y la burocracia de iconódulos.
Consciente de que los monasterios eran los principales bastiones de la iconodulía, el emperador dirigió toda su fuerza contra los monjes, expropiando sus propiedades en beneficio del Estado o el Ejército, u obligándolos a casarse en el Hipódromo con las monjas. La represión contra los monjes (que culminó en 766) fue conducida principalmente por el general Miguel Lacanodraco, quien amenazó a los monjes más radicales con el cegamiento o el exilio. Un abad iconódulo, San Esteban el Joven, fue linchado brutalmente por una turba a instancias de las autoridades. Como resultado de dicha política, muchos monjes escaparon al sur de Italia y Sicilia, donde prácticamente la autoridad imperial era inexistente.
A finales del reinado de Constantino V, la iconoclasia había llegado tan lejos que se dictaminó como herejía las oraciones a los santos y el culto a las reliquias. En última instancia, los iconódulos consideraron la muerte del emperador como un castigo divino. En el siglo IX sus restos fueron exhumados y arrojados al mar.

### Campañas contra árabes y búlgaros
Constantino V fue también un hábil general y administrador. Con el fin de minimizar la amenaza de futuros golpes de Estado y mejorar la capacidad defensiva del Imperio, reorganizó los themas en distritos más pequeños, y creó nuevas divisiones del Ejército llamadas tagmata. Con su nuevo Ejército se embarcó en varias campañas en las fronteras principales del Imperio.
En 746, aprovechando la inestabilidad política que sufría en aquellos momentos el Califato omeya, el cual se despedazaba bajo el reinado de Marwan II, invadió Siria y conquistó Germanicea (actual Kahramanmaraş), ciudad natal de su padre León III. Tras organizar el reasentamiento de parte de la población cristiana local en Tracia, se dispuso a destruir en 747 una flota árabe que amenazaba Chipre. En el año 752 dirigió otra invasión contra el nuevo califa Abasí As-Saffah, tomando Teodosiópolis y Metilene (actual Malatya), evacuando nuevamente a la población local y asentando a pueblos eslavos en la región. Pese al poco beneficio concreto de estas campañas (aparte del reforzamiento de la frontera oriental del Imperio), es significativo el hecho de que el Imperio había pasado a la ofensiva en el Este.
Estos éxitos hicieron posible llevar a cabo una política más agresiva en los Balcanes. Con el establecimiento en Tracia de armenios y sirios cristianos, Constantino V promovió una mayor eficacia defensiva y una creciente prosperidad económica en la región, lo que preocupaba al vecino septentrional del Imperio bizantino, Bulgaria. El kan búlgaro Kormisosh empezó a realizar incursiones en Tracia, llegando hasta la Muralla de Anastasio (fortificación que unía el mar Negro con el mar de Mármara a lo largo de 40 kilómetros), donde fue totalmente derrotado por Constantino, inaugurando una serie de 9 campañas exitosas el siguiente año contra los búlgaros, siendo la más resonante la victoria de Marcelae contra el sucesor de Kormisosh, Vinekh.
Sin embargo, en una posterior invasión en 759, el emperador fue derrotado rotundamente en la batalla del paso Rishki, pero los búlgaros no supieron explotar su éxito, intentando establecer negociaciones de paz en vez de avanzar directamente sobre territorio bizantino. 4 años después, en 763, Constantino V navegó a Anquialo con 800 buques, 9.600 soldados de caballería y algunos infantes, obteniendo otra resonante victoria sobre los búlgaros, dejándolos seriamente debilitados, al punto que se sucedieron 6 monarcas en un lapso de 3 años.
No obstante, sus éxitos en el Este y el Norte lo dejaron con las manos atadas en Occidente, viéndose incapaz de reaccionar frente al creciente poderío franco y la cada vez mayor independencia del Papado, perdiendo Ravena a manos de los lombardos en 751, pasando posteriormente a ser parte de los recién creados Estados Pontificios, poniendo fin a la dominación imperial sobre Italia central. De este modo, y de forma totalmente involuntaria, Constantino V sentó las bases para la posterior creación del Sacro Imperio Romano Germánico.
En el año 775, durante una de sus campañas contra los búlgaros, el emperador fue persuadido mediante una treta por el gobernante búlgaro Telerig para revelar las identidades de sus espías en Bulgaria, quienes fueron detenidos y ejecutados. Constantino V decidió, en represalia por esta traición, iniciar los preparativos para una nueva campaña contra los búlgaros, durante la cual murió el 14 de septiembre de 775.
Las constantes guerras de Constantino V afectaron económicamente al Imperio, reduciendo los ingresos anuales del Tesoro bizantino a aproximadamente 1.800.000 nomismata, debido a los grandes gastos que suponían sus varias campañas y las constantes correrías árabes en la frontera oriental en busca de pillaje.